# Ficus decipiens
Ficus decipiens är en mullbärsväxtart som beskrevs av Caspar Georg Carl Reinwardt och Carl Ludwig von Blume. Ficus decipiens ingår i släktet fikonsläktet, och familjen mullbärsväxter. Inga underarter finns listade i Catalogue of Life.